# 山中長俊
山中 長俊（やまなか ながとし）は、戦国時代から安土桃山時代にかけての武将、大名。山中為俊の子。通称は橘内。近江六人衆の一人。豊臣政権の奉行衆の1人。

## 来歴
近江国甲賀郡の出で、甲賀二十一家の山中氏の庶流（南北朝時代に分かれている）。はじめ六角氏に仕えて、永禄11年（1568年）9月に織田信長によって六角義賢が居城を追われた際は、これを甲賀郡に保護して信長と抗戦している。天正元年（1573年）9月には石部城に籠城、包囲軍の佐久間信盛配下の将・林寺熊之介を討ち、義賢から感状を受けた。天正2年（1574年）4月に石部城が開城すると義賢を守って伊賀国まで落ちるが、多くの家臣を帯同する義賢を国人らが快く思わなかったため、再三の辞退にもかかわらず義賢より暇を与えられる。
その後は織田氏に従い、柴田勝家に属し3000石を与えられ家老となる。北陸方面での攻略においては勝家の発給文書に副状を添えたり、河田長親の誘降工作を担当しており、また、信長死後、秀吉と勝家が対立すると伊賀衆の調略を担当、伊賀衆の出陣を勝家から促されるなど、勝家に重用されている事が窺える。天正11年（1583年）賤ヶ岳の戦いにおいて柴田氏が滅亡した後は丹羽長秀に仕えたが、長秀の死後に家中が乱れたため、堀秀政に寄食した。
天正13年（1585年）に豊臣秀吉に召し出され右筆となり、天正18年（1590年）の小田原征伐や奥州仕置に従軍し、外交折衝などで活躍した。文禄元年（1592年）文禄の役では肥前国名護屋城に在陣。文禄2年（1593年）以降、豊臣家蔵入地の越前国北袋銀山代官、筑前国蔵入地代官などを歴任し、同年9月に100石を加増された。同年、山城守に叙任され、豊臣姓を下賜された。文禄4年（1595年）には、1万石となり大名に列した。所領は摂津国西三郡、河内国中部、近江国、伊勢国に分散していた。その後、畿内の太閤蔵入地3万石の代官となる。慶長3年（1598年）8月、秀吉の死に際して遺物国宗の刀を受領。
慶長5年（1600年）の関ヶ原の戦いの際は、西軍に属し大坂城留守居・守備隊として大坂城周辺を守備した。このため、戦後に改易となり、徳川氏より微禄を与えられたが京に隠棲し、慶長12年（1607年）同地で死去した。
秀吉の命により『太平記』の続書として長編歴史書『中古日本治乱記』を執筆。貞治元年（1362年）から慶長2年（1597年）まで執筆したところで秀吉が死去したが、のちに太田資方の勧めで増補し、関ヶ原の戦いの終結までを執筆して完成させた。
長男信俊は後年失明したため、その子は長俊の子として処遇された。信俊長子の幸俊は豊臣秀頼に仕え、豊臣氏滅亡後は浅野長晟に仕えて子孫は広島藩士として存続した。信俊次子の宗俊は徳川家康に仕えて1000石を賜り、子孫は旗本として存続している。また次男の友俊は紀州藩に仕えた。